# Hypospila ochracea
Hypospila ochracea är en fjärilsart som beskrevs av Holloway 1979. Hypospila ochracea ingår i släktet Hypospila och familjen nattflyn. Inga underarter finns listade i Catalogue of Life.